# Giuseppe Guarneri del Gesù

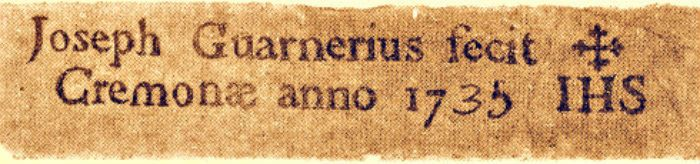
Etiketa na Guarneriho houslích

Bartolomeo Giuseppe Guarneri (21. srpna 1698 Cremona – 17. října 1744 tamtéž) byl italský výrobce houslí z rodiny Guarneriů, vedle Antonia Stradivariho nejznámější z cremonských houslařů. Na svých nástrojích se podepisoval jako Joseph Guarnerius a přidával křížek a písmena IHS (monogram Ježíše); proto byl později nazýván Guarneri del Gesù (Guarneri od Ježíše) nebo Guarnerius del Gesu.

## Život
Giuseppe Guarneri pocházel ze staré cremonské houslařské rodiny: jeho děd Andrea (asi 1623/26–1698) byl učedníkem Nicoly Amatiho, jeho otec Giuseppe Giovanni (1666 – asi 1739/40), který později dostal přezdívku filius Andreae, v tradici pokračoval. Jeho strýc Pietro Giovanni (Pietro I., 1655–1720), působící především v Mantově, a jeho bratr Pietro (Pietro II., 1695 – asi 1762/63), působící převážně v Benátkách, byli také slavní houslaři. Sám je však kvalitou svých nástrojů všechny předčil.
Giuseppe Guarneri se nejprve učil u svého otce. V roce 1722 se oženil s Catarinou Rotovou z Vídně, možná dcerou člena rakouské posádky v Cremoně. Není jasné, kde manželé žili v letech 1722 až 1728 (pravděpodobně v Cremoně); v tomto roce je Giuseppe v jednom dokumentu uveden jako provozovatel cremonského hostince.
Kolem roku 1730 Giuseppe převzal dílnu svého otce, v té době těžce nemocného; první dochovaná houslová značka s jeho IHS pochází z roku 1731. Jeho žena mu pravděpodobně v dílně pomáhala a po jeho smrti podnik převzala.

## Dílo

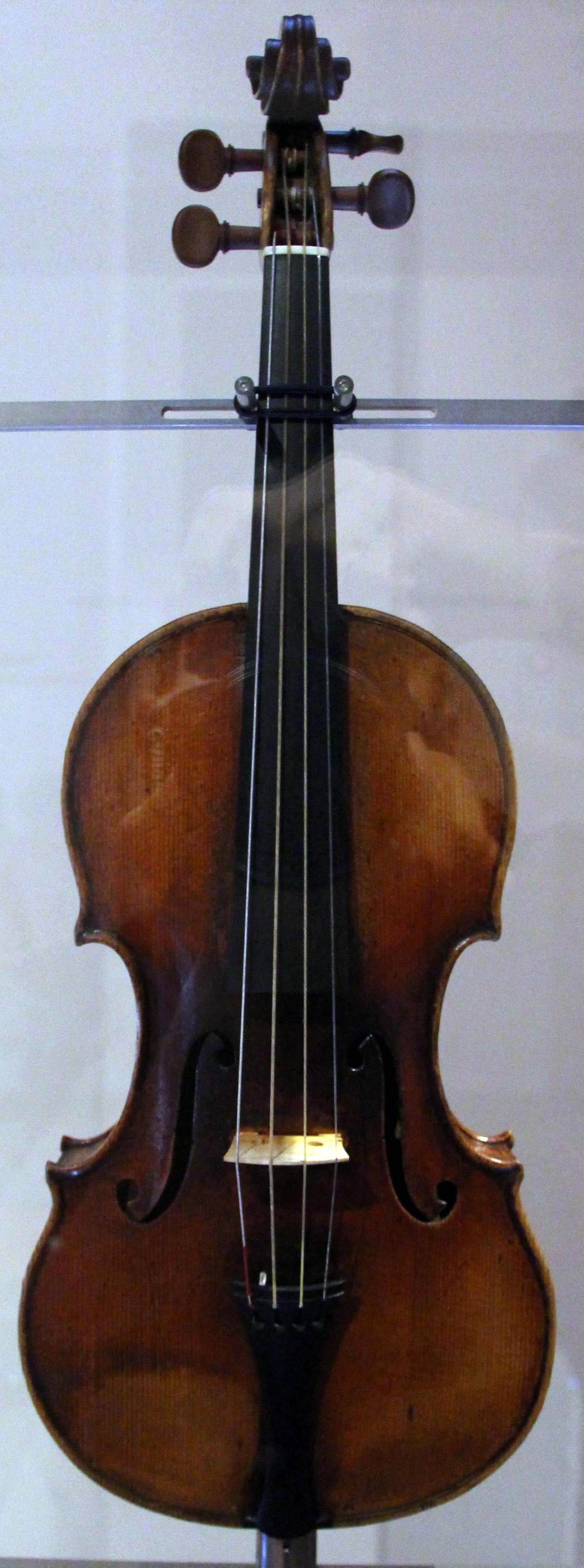
Il Cannone

Dochovalo se 150 až 200 houslí Giuseppa Guarneriho del Gesù.
Není známo, že by Guarneri del Gesù vyráběl violy. Připisuje se mu však violoncello z roku 1731, které už pro nemoc nezvládl vyrobit jeho otec, u něhož bylo asi objednáno, a další violoncello snad z roku 1732.
Asi od roku 1716 je Giuseppův styl patrný na houslích z otcovy dílny; těchto relativně málo nástrojů má zejména silnější tón než dřívější nástroje jeho otce. Atribuce je však obtížná i proto, že z doby kolem roku 1730 se na nástrojích nedochovaly téměř žádné neoddiskutovatelně originální etikety otce či syna Guarneriových.
Kolem roku 1730 Guarneri začíná svou samostatnou práci, částečně ještě s hlavami (šneky) vyrobenými jeho otcem. Housle z doby kolem let 1734/1735 lze přiřadit k ještě plodnějšímu střednímu tvůrčímu období, od let 1739/1740 k pozdní tvorbě. Niccolò Paganini hrál na jedny z Guarneriho nejzvučnějších houslí (z roku 1742 nebo 1743), jež nazýval il mio cannone violino („moje dělové housle“), pročež se nyní označují jako Il Cannone, Dělo. Odkázal je svému rodnému městu Janov, kde jsou vystaveny na radnici. Nejslavnější (a nejkopírovanější) nástroje Guarneriho pocházejí z posledních let jeho života (1737–1744), kupř. Kochanski (1741), Lord Wilton (1741) nebo Ole Bull z roku 1744, tedy roku jeho smrti. Jména byla obvykle dána podle předchozích majitelů příslušných nástrojů, např. po Seymourovi Egertonovi, 4. hraběti z Wiltonu.
To, že Guarneri kdysi seděl ve vězení a také tam prý stavěl „vězeňské housle“, je podle současného stavu bádání legenda, která asi vychází z toho, že Guarneri za svůj život postavil poměrně málo nástrojů, a také z toho, že na počátku 18. století byl jistý Guarneri skutečně v Cremoně uvězněn, ale jeho křestní jméno bylo Giacomo.
Pro tvorbu Guarneriho del Gesù jsou charakteristické zejména menší formáty (35,0 až 35,5 cm délky těla), malé spodní a horní zakřivení, otevřená C rámu, dlouhé otvory ve tvaru f (připomínající brescijskou školu) a nádherné laky. Nástroje působí poměrně nevyrovnaně, ale vždy ukazují genialitu svého tvůrce. Čím později byly vyrobeny, tím individuálněji působí.
Guarneriho housle nyní patří mezi nejžádanější a nejdražší smyčcové nástroje vůbec. V roce 2009 například byly housle Kochanski (1741) prodány za cenu kolem 10 milionů dolarů. Vieuxtemps ze stejného roku se v roce 2010 prodaly za 18 milionů dolarů. Národní muzeum v Praze vlastní Guarneriho housle zvané Princ oranžský vyrobené kolem roku 1744, které jsou uloženy ve Státní sbírce hudebních nástrojů.